# Маде, Тийт
 Тийт (Ра́ймондович) Ма́де  (эст. Tiit Made; род. 13 марта 1940 в Таллине) — эстонский экономист и политик; кандидат экономических наук.

## Биография
В 1965 году окончил экономический факультет Таллинского политехнического института. В 1971 году в Московском государственном университете защитил кандидатскую диссертацию по внешнеэкономической теме.
Работал инженером-экономистом на таллинском заводе Норма, был доцентом Таллинского политехнического института, состоял на дипломатической службе в Посольстве СССР в Швеции, являлся научным директором Института информации Госплана Эстонской ССР, являлся внештатным комментатором ряда телевизионных каналов и радиостанций, был профессором Эстонской высшей коммерческой школы (Estonian Business School).
В 1987 году был одним из авторов экономической программы по переводу Эстонии на полный хозяйственный расчет (т. н. «Хозрасчётная Эстония», эстонская аббревиатура: IME).
В 1989-1991 годы был народным депутатом СССР и депутатом Верховного Совета СССР от Раквереского южного национально-территориального избирательного округа № 475 Эстонской ССР, являясь членом его Комитета по международным делам.
В 1990-1992 годы был депутатом Верховного Совета Эстонской Республики, являясь заместителем председателя его Комиссии по международным делам, и одновременно делегатом Конгресса Эстонии. Был одним из 69-ти депутатов Верховного Совета Эстонии, проголосовавших 20 августа 1991 года за принятие Декларации о восстановлении независимости Эстонской Республики.
В 1992-1999 годы был депутатом Рийгикогу (Парламент Эстонии), являясь в 1995-1999 годы председателем Комиссии по экономике.
Тийт Маде состоял в КПСС. Был основателем и заместителем председателя Эстонского движения зелёных. В 1990 году основал Партию предпринимателей Эстонии и был её председателем. В 1994 году Партия предпринимателей объединилась с Центристской партией Эстонии. После «плёночного скандала» (тайная запись разговоров с другими политиками), в котором был замешан председатель Центристской партии Эдгар Сависаар, Маде с группой своих сторонников порвал с центристами и основал Партию развития, являясь её членом до 1997 года. После окончания своих депутатских полномочий в 1999 году ушёл из большой политики. Позже вступил в Демократическую партию Эстонии (ДПЭ), из которой был исключён в 2000 году в связи обвинениями в критике решений руководства партии и в неподчинении партийной дисциплине.

## Скандальные высказывания
В 1989 году в интервью шведской газете «Svenska Dagbladet» Маде заявил: 

  «Русские на протяжении столетий жили под монгольским или татарским игом, и поэтому с этнической точки зрения они отчасти смешанная нация. Редко можно найти приятного, дружелюбного и добродушного русского. 

  …Сегодня русский народ — смесь тех народов, которые однажды насиловали русских женщин — отсюда эта агрессивность…»

  «Редко можно встретить приятного, дружелюбного и добродушного русского. Их почти нет… Агрессивность, необходимость показать силу и выдавание чужих успехов за свои… 

  …Даже в любви проявляются агрессивность, насилие. После изнасилования женщины приходят любовь и наслаждение… Русские должны почувствовать, что империя распадается. 

  Надо, чтобы они испытали потрясение и поняли, что не являются центром земли» (русский перевод был опубликован в газете Советская Эстония).
Провокационное интервью Маде было перепечатано центральными московскими изданиями и вызвало шквал возмущений общественности, а также использовалось для нападок на сторонников суверенитета Эстонии.

## Обвинения в связях сКГБ
В своей статье в еженедельнике «Eesti Ekspress» журналистка Марианне Микко, избранная позже депутатом Рийгикогу и Европарламента, использовала выражение: «тёмное, если не сказать КГБ-шное прошлое Тийта Маде» (эст. „Tumeda, et mitte öelda KGB minevikuga Tiit Made“).
Маде подал на еженедельник в суд. Верховный суд Эстонии обязал издание в течение месяца публиковать извинения перед выигравшим иск Тийтом Маде.

## Личное
Тийт Маде является двукратным чемпионом Эстонии по волейболу.
Являясь знатоком оперного искусства, был создателем и ведущим серии передач «Bel canto» на Эстонском радио. Выступал в качестве ведущего оперных гала-концертов в Тарту и Пярну.
Женат на радиожурналистке и детской писательнице Реэт Маде, с которой имеет сына Вахура. Вахур Маде, историк по образованию, является заместителем директора Эстонской школы дипломатов.

## Интересные факты
Бабушка Тийта Маде со стороны отца, уроженка Гапсаля Юлиана Роотси, работая в 17-ти летнем возрасте горничной у эстонского скульптора Амандуса Адамсона, послужила прототипом для скульптуры ангела Монумента броненосцу «Русалка» в Таллине.

## Награды, премии и титулы
- Титул «Враг прессы» (эст. Pressivaenlane; 1996)
- Орден Государственного герба 5-й степени (2002)
- Орден Государственного герба 3-й степени (2006)

## Опубликованные труды
- «Imperialistlik integratsioon», 1974
- «Rahvusvahelised majandusorganisatsioonid», издательство «Ээсти Раамат», 1976
- «Kapitalistlik valuutasüsteem», «Ээсти Раамат» 1980
- «Rootsist ja rootslastest», «Ээсти Раамат» 1980
- «Tänapäeva kapitalism», «Ээсти Раамат» 1981
- «Tänapäeva mured Eestis» (под псевдонимом Peeter Gustavsson), Välis-Eesti&EMP, Стокгольм 1984, ISBN 91816428
- «Rahvusvahelised organisatsioonid», «Ээсти Раамат» 1985
- «Mu isamaa. Viron toivo ja pelko», Kirjayhtymä OY, Финляндия 1988, ISBN 9512632624
- «Eesti ärkab ja võitleb», Välis-Eesti & EMP 1988, Стокгольм ISBN 9186116371
- «Imperiumi tienhaarassa», Kirjayhtymä OY, Финляндия 1989, ISBN 9512633426
- «Eesti tee», Välis-Eesti & EMP, Стокгольм 1989
- «Kansa tahtoi», WSOY, Финляндия 1991, ISBN 951017467X
- «Ooper. Operett. Muusikal», издательство «TEA» 2000, ISBN 9985711653
- «Rahvusvahelised suhted», издательство «Валгус» 2002, ISBN 9985681185
- "Ükskord niikuinii ", Argo 2006, ISBN 9949415675
- «Alasi ja haamri vahel», Argo 2007, ISBN 9789949438105
- «Sotsialismileeri peied», Argo 2008, ISBN 9789949438204
- «Eestlased sõjapõrgus», Argo 2008, ISBN 9789949438464
- "Idüllist ahastuseni 1939-1941", ARGO 2009, ISBN 9789949438822
- "Kaks korda iseseisvaks", Argo 2011, ISBN 9789949-466221
- "Kremlis iseseisvust toomas", Argo 2011, ISBN 9789949466306
- "Ooperimaailm", Kunst 2012, ISBN 9789949486175
- "Valitsejate vstu", Argo 2013, ISBN 9789949466948
- "Eestlaste vabanemise tee", 20.Augusti Klubi 2015, ISBN 9789949956531
- "Estonians' liberation way", August 20th Club 2015, ISBN 9789949956548
- "Rootsis Nõukogude saatkonnas", ARGO 2016, ISBN 9789949527724

## Статьи Тийта Маде
- Тийт Маде: простить уничтожение эстонцев нельзя // DELFI, 16.06.2010 (рус.)